# Amandus Andreides
Amandus Andreides oder Amand Andreides (geboren am 22. Februar 1700 in Olmütz, Markgrafschaft Mähren; gestorben 9. Oktober 1795 in Braunschweig) war ein Perspektivzeichner, Historien- und Theatermaler des 18. Jahrhunderts.

## Leben
Andreides erhielt seine Ausbildung bei Caspar Franz Sambach und Daniel Gran in Wien. Später ging er nach Dresden und Bayreuth, wo er unter anderem bei Giuseppe Galli da Bibiena die Perspektivmalerei studierte. Er malte auch Historienbilder und Stadtansichten. Seit etwa 1763 hielt er sich in Braunschweig auf, da dort am 28. Juli 1763 ein Kind von ihm in der Kirche St. Katharinen getauft wurde.  Sein Vorgänger als Theatermaler in Braunschweig war Giovanni Battista Innocenzo Colombo. Ab 1764 war am Braunschweigischen Hof auch die Porträtmalerin Anna Rosina de Gasc beschäftigt. Der kaiserliche Ingenieur und Maler Ernst Franz Andreides, der am 18. Mai 1744 die Gräfin Eleonora Justina von Bellardi heiratete, soll sein Sohn oder naher Verwandter gewesen sein. Von diesem sind einige Architekturzeichnungen in Tusche bekannt, darunter mehrere Ansichten des Wiener Schlosses Schönbrunn aus dem Jahr 1750, die mit Ern: Andreides del: 750 signiert sind. Ernst Franz Andreides besuchte ab August 1737 die k.u.k. Technische Militärakademie (Ingenieur-Akademie) in Wien. Die Opernsängerin Rosalie Andreides († 1785), die ebenfalls aus Olmütz stammte und die am 30. April 1737 den österreichischen Komponisten Ignaz Holzbauer heiratete, war vermutlich ebenfalls mit ihm verwandt.

## Werke (Auswahl)
Einige seiner Werke befanden sich in der Sammlung von Louis Schneider, darunter eine Mappe mit getuschten Federzeichnungen in schwarz, braun und grau auf weißem Karton.
- Braunschweig, Fallersleber Tor von Süden aus gesehen, Ansicht um 1780 (Öl auf Leinwand, 36 × 47 cm)[8]